# Bellas de noche (película)
Bellas de noche o Las ficheras, es una película de comedia erótica mexicana de 1975, dirigida por Miguel M. Delgado y protagonizada por Jorge Rivero, Sasha Montenegro y Leticia Perdigón.
```
Es considerada como la película que dio inicio al período del 
cine de ficheras
.
```

## Argumento
Son las andanzas de los principales protagonistas de lo que sucede dentro y fuera del cabaret El Pirulí. El boxeador Germán El Bronco Torres  pierde su licencia por estar afectado físicamente para pelear. Una serie de derrotas en el ring provocan su retiro del mismo. Su amigo, el proxeneta Margarito Fuensanta El Vaselinas, le consigue trabajo de mesero y saca borrachos en el cabaret El Pirulí, lugar donde El Vaselinas acude con bastante frecuencia, pues es adorado por varias de las ficheras del lugar además de regentear a algunas de ellas. El Vaselinas perdió por apostarle a El Bronco en su última pelea y no tiene para pagar a unos gánsteres. En El Pirulí, Bronco se enamora de Carmen, una de las nuevas ficheras del cabaret. Para conseguir 500 pesos para El Vaselinas, Bronco prepara una trampa en el cabaret para que el taxista Raúl, seduzca a su novia, sin saber que la víctima es su propia hermana Lupita. A las andanzas de estos personajes, se suman La Corcholata, una simpática mujer alcohólica que intenta colarse al cabaret en cualquier oportunidad, así como la historia del dueño de El Pirulí, Don Atenógenes, y su esposa María Teresa La Matraca, la patrona del cabaret.

## Reparto
- Jorge Rivero como Germán «el Bronco» Torres
- Sasha Montenegro como Carmen
- Carmen Salinas como «la Corcholata»
- Eduardo de la Peña "Lalo El Mimo" como Margarito Fuensanta «Vaselinas»
- Enrique Novi como Raúl
- Mabel Luna como Muñeca
- Pancho Córdova
- Rosa Carmina como María Teresa «la Matraca»
- Diana Torres como Cora
- Leticia Perdigón como Lupita
- Judith Velasco como fichera del cabaret «el Pirulí»
- Víctor Manuel «el Güero» Castro como Fabián
- Norma Lee
- Rafael Inclán como «Movidas»
- Gabriela Ríos
- Raúl Chato Padilla don Atenógenes
- Mario García «Harapos» como Toribio
- Mario Alberto Rodríguez
- Carlos Petrel como don Alfredo
- Roberto Y. Palacios como Dr. Luis Cervantes
- Paco Sañudo como Ismael
- Eduardo Segoviano
- Sergio Lozano (boxeador)
- Margarita Narváez como «la Fufurufa»
- Sola Soledad
- Helen Blondy como fichera
- Ma. Belen Chávez
- Sonia Ballardo
- Angélica Fernández
- Elsa Benn como fichera
- Carlos Bravo y Fernández
- Jorge Casanova
- Marcelo Villamil
- Cristina Llamas
- Jessica Muriel como travesti
- La Sonora Santanera
- Manuel de la Llata como actor de doblaje de la voz de Jorge Rivero

## Comentarios
La cinta es una adaptación de la obra de teatro de Francisco Cavazos Las ficheras. En 1975 Bellas de noche, abarrotó de público cuatro salas cinematográficas de la Ciudad de México durante 26 semanas. Fue una producción de Cinematográfica Calderón y estuvo dirigida por Miguel M. Delgado. La censura gubernamental impidió que la cinta se titulara Las ficheras, como la obra de teatro. Por lo tanto, a manera de «homenaje» a Luis Buñuel, el guionista Víctor Manuel Castro tomó el título de la cinta Bella de día (1967), le cambió número y horario, y así quedó: Bellas de noche. Se considera generalmente a Bellas de noche, como la cinta que inició la producción masiva de películas de comedia erótica conocidas como Cine de ficheras en el Cine mexicano de los años setenta y ochenta.